# Marathon-Asienmeisterschaften 2025
Die 20. Marathon-Asienmeisterschaften wurden am 30. März 2025 im chinesischen Jiaxing ausgetragen. Veranstalter war die Asian Athletics Association.

## Ergebnisse

### Männer
| Platz | Athlet                  | Land | Zeit (h) |
| ----- | ----------------------- | ---- | -------- |
| 1     | Han Il-ryong            | PRK  | 2:11:18  |
| 2     | Chen Tianyu             | CHN  | 2:11:50  |
| 3     | Tatsuya Maruyama        | JPN  | 2:11:56  |
| 4     | Shungo Yokota           | JPN  | 2:14:00  |
| 5     | Andrey Petrov           | UZB  | 2:14:32  |
| 6     | Bat-Otschiryn Ser-Od    | MNG  | 2:15:14  |
| 7     | Vincent Lam             | HKG  | 2:17:15  |
| 8     | Jerschan Dschanarstanow | KAZ  | 2:19:19  |
| 9     | Ilja Tjapkin            | KGZ  | 2:19:58  |
| 10    | Chou Ting-yin           | TPE  | 2:21:20  |

Von 24 gestarteten Athleten erreichten 23 das Ziel.

### Frauen
| Platz | Athletin                     | Land | Zeit (min) |
| ----- | ---------------------------- | ---- | ---------- |
| 1     | Wu Bing                      | CHN  | 2:26:01    |
| 2     | Ri Kwang-ok                  | PRK  | 2:26:07    |
| 3     | Galbadrachyn Chischigsaichan | MNG  | 2:28:56    |
| 4     | Zhang Xinyan                 | CHN  | 2:30:12    |
| 5     | Kaede Kawamura               | JPN  | 2:31:26    |
| 6     | Natsumi Matsushita           | JPN  | 2:34:40    |
| 7     | Vut Tsz Ying                 | HKG  | 2:46:57    |
| 8     | Linda Chantachit             | THA  | 2:48:11    |
| 9     | Cristine Hallasgo            | PHI  | 2:49:27    |
| 10    | Wong Cheuk Ning              | HKG  | 2:51:09    |

Von 17 gestarteten Athletinnen erreichten 15 das Ziel.